# Palenzuela (kommunhuvudort)
Palenzuela är en kommunhuvudort i Spanien.   Den ligger i provinsen Provincia de Palencia och regionen Kastilien och Leon, i den centrala delen av landet, 190 km norr om huvudstaden Madrid. Palenzuela ligger 791 meter över havet och antalet invånare är 266.
Terrängen runt Palenzuela är huvudsakligen platt, men västerut är den kuperad. Runt Palenzuela är det mycket glesbefolkat, med 7 invånare per kvadratkilometer. Närmaste större samhälle är Torquemada, 16,9 km väster om Palenzuela. Trakten runt Palenzuela består till största delen av jordbruksmark.